# Willie Lanier
Willie Edward Lanier (* 21. August 1945 in Clover, Virginia, USA), Spitznamen: „Bear“, „Honeybear“ oder „Contact“, ist ein ehemaliger US-amerikanischer American-Football-Spieler. Er spielte als Linebacker bei den Kansas City Chiefs in der American Football League (AFL) und in der National Football League (NFL).

## Jugend
Willie Lanier wuchs in Richmond auf und besuchte dort die High School. In seiner Freizeit trug er Zeitungen aus und warb Zeitungsabonnenten. Nach seinem Schulabschluss bewarb er sich 1963 an der Morgan State University. Den Zugangstest bestand er als einer der Besten.

## Spielerlaufbahn

### Collegekarriere
Die Morgan State University vergab kein Sportstipendium an Lanier. Er musste sich daher das Geld für die Studiengebühren und seinen Lebensunterhalt leihen oder mit Studentenjobs verdienen. Erst nachdem der Trainer der Footballmannschaft von dessen Leistungen überzeugt war, erhielt er ein Stipendium in Baltimore. Lanier spielte von 1963 bis 1966 bei den „Morgan State Bears“ als Linebacker und Guard. In den Jahren 1965 und 1966 gewann er mit seiner Mannschaft jeweils die Meisterschaft in ihrer Conference und wurde zum All-American gewählt. 1966 spielte er mit seiner Mannschaft im Tangerine Bowl. Nach dem 14:6-Sieg seiner Mannschaft über die West Chester University of Pennsylvania wurde er zum Most Valuable Player gewählt. In der gleichen Saison war er Mannschaftskapitän seines Teams.

### Profikarriere
Willie Lanier wurde 1967 von den Kansas City Chiefs in der zweiten Runde an 50. Stelle gedraftet. Trainer der Mannschaft war Hank Stram, der Lanier bereits in dessen Rookiespieljahr als Starter auf der Position eines Linebackers einsetzte. Schon im ersten Jahr erhielt seine Karriere einen Rückschlag. Nach fünf Spielen zog er sich eine Gehirnerschütterung zu. Eine Woche nach dem Spiel gegen die San Diego Chargers wurde er bewusstlos und musste vier Spiele aussetzen.
In der folgenden Saison wechselte Lanier in die Position eines Middle-Linebackers, nachdem er im Vorjahr auf der rechten Seite gespielt hatte. Seine Mannschaft gewann zwölf von 14 Spielen und konnte in das Endspiel der American Football League einziehen. Gegner im Endspiel waren die Oakland Raiders. Der Quarterback der Chiefs Len Dawson hatte einen schlechten Tag und warf vier Interceptions und die Chiefs verloren deutlich mit 41:6. Die Saison 1969 lief für Lanier und die Chiefs deutlich besser. Nach elf Siegen bei drei Niederlagen in der regular Season gelang der Einzug in die Play-offs. Gegner im AFL-Divisional-Play-off-Spiel waren die von Weeb Ewbank betreuten New York Jets, die mit 13:6 besiegt werden konnten. Kontrahent im AFL-Endspiel waren nach dem Sieg erneut die Raiders, bei denen vor der Saison John Madden das Traineramt übernommen hatte, die sich aber diesmal den Chiefs mit 17:7 geschlagen geben mussten. Der Sieg bedeutete den Einzug in den Super Bowl. Die Chiefs trafen im Super Bowl IV auf die Minnesota Vikings. Der Kicker der Chiefs Jan Stenerud brachte die Mannschaft aus Kansas City mit drei Field Goals mit 9:0 in Führung. Lanier konnte eine Interception erzielen und die Chiefs gewannen das Spiel mit 23:7.
1971 gelang Lanier mit seiner Mannschaft nochmals der Einzug in die Play-offs Gegner waren die Miami Dolphins. Obwohl Lanier einen Pass von Quarterback Bob Griese abfangen konnte, war er damit nicht in der Lage die knappe 27:24 der Chiefs zu verhindern. Das Spiel sollte das letzte Play-off-Spiel von Lanier bleiben. Nach der Saison 1974 entließen die Chiefs Hank Stram und nach der Saison 1977 wurde er an die Baltimore Colts abgegeben. Vor dem Beginn der neuen Saison beendete Lanier jedoch seine Laufbahn.

## Nach der Laufbahn
Lanier schloss nach seiner Spielerlaufbahn ein Wirtschaftsstudium ab. Er arbeitete als Aktienhändler und ist Vorsitzender eines Finanzdienstleisters.

## Ehrungen
Willie Lanier spielte achtmal im Pro Bowl, dem Abschlussspiel der besten Spieler einer Saison. Nach dem Pro Bowl 1971 wurde er zum Pro Bowl MVP gewählt. Er wurde achtmal zum All-Pro gewählt. Seine Rückennummer wird durch die Chiefs nicht mehr vergeben. Er ist Mitglied im NFL 75th Anniversary All-Time Team, in der Pro Football Hall of Fame, in der College Football Hall of Fame und in der Virginia Sports Hall of Fame, sowie in der Hall of Fame der Chiefs.
Im Jahr 1972 erhielt er den NFL Man of the Year Award. Die NFL führt ihn auf Platz 53 der 100 besten Footballspieler aller Zeiten.